# Kincade
Kincade was een Britse band die in 1972 werd opgericht. De band kwam tot stand nadat onder die naam een hit was gescoord met Dreams are ten a penny. Dit lied werd geschreven door John Carter en zijn vrouw Gill. De plaat was niet succesvol in het Verenigd Koninkrijk, maar des te meer in Duitsland, Australië, Scandinavië, Nederland en Zuid-Afrika. Carter had geen interesse in optredens en daarvoor werd de zanger John Knowles aangetrokken, die een jaar later de artiestennaam John Kincade aannam. Hij had nog enkele hits, vooral in Duitsland, maar in 1977 kwam er een einde aan het succes.

## NPO Radio 2 Top 2000
Van Kincade stond alleen Dreams are ten a penny in 2000 in de NPO Radio 2 Top 2000, op plek 1961.